# SU-5
SU-5 byla sovětská lehká samohybná houfnice na podvozku lehkého tanku T-26. Vyráběla se v letech 1936-1938. Celkem bylo vyrobeno 33 kusů všech verzí.

## Historie

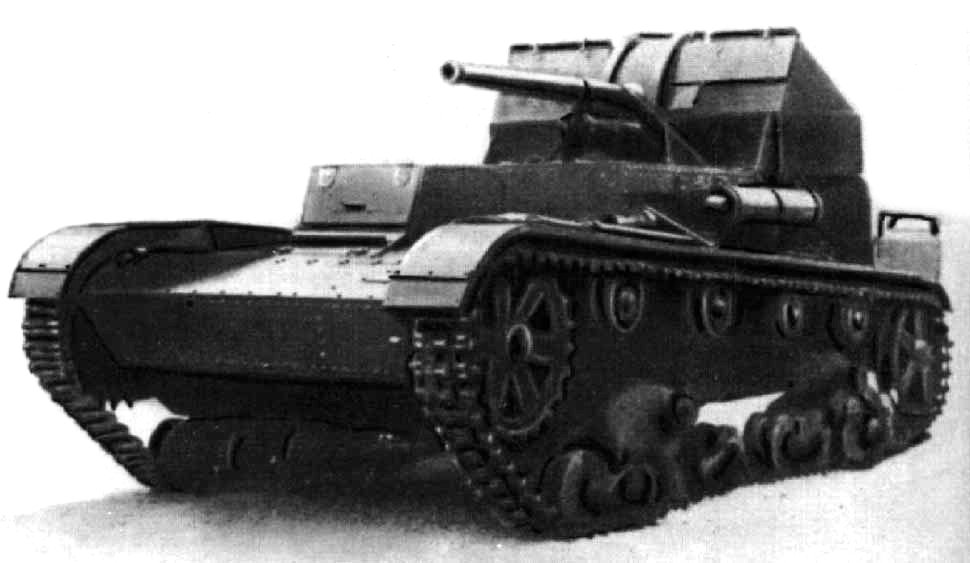
Prototyp SU-5-1

5. srpna 1933 byla vojenskou radou SSSR vydána poptávka po tzv. „malém triplexu“ ( tři typy samohybného děla na jediném podvozku). Řešení přinesl Leningradský závod číslo 185 S. M. Kirova a roku 1934 začal vývoj samohybného děla SU-5 a to na podvozku lehkého tanku T-26.
Na podzim 1934 byly pod vedením Pavla Nikolajeviče Sjačintova vyrobeny tři exempláře: SU-5-1 s 76,mm kanónem M1902/30, SU-5-2 s 122mm houfnicí M1910/30, SU-5-3 s 152.4mm minometem M1931. Výrobní zkoušky všech tří vozidel se uskutečnily v časové periodě od 1. října do 29. prosince 1934.
Sériová výroba SU-5-2 začala roku 1936, v létě 1936 bylo vyrobeno 10 vozidel, ze kterých se dvě účastnila armádních zkoušek. Roku 1937 byla výroba SU-5-2 pozastavena a další práce v programu „malý triplex“ byly ukončeny.

## Nasazení

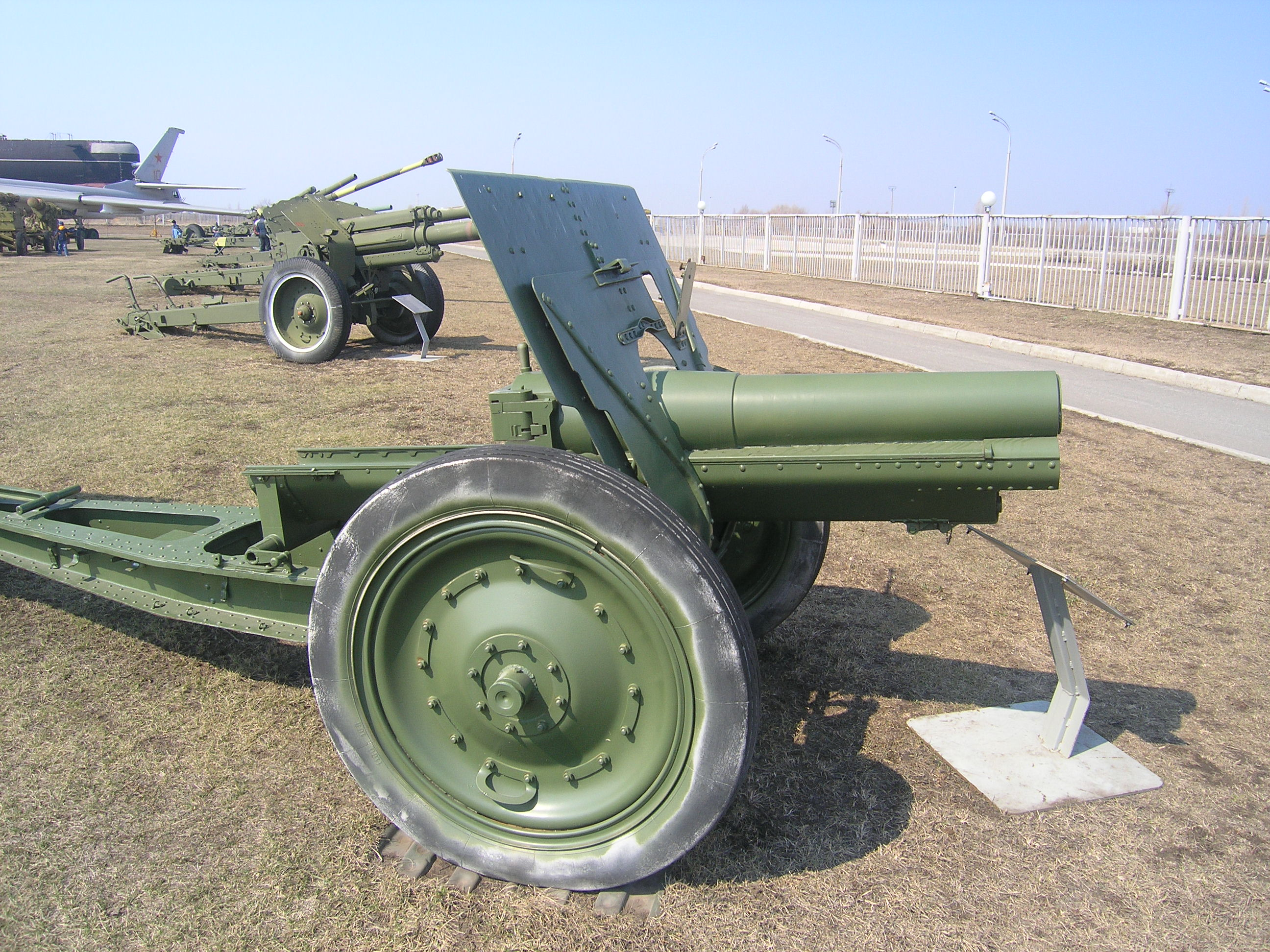
122mm houfnice M1910/30

V létě roku 1938 nasadila RKKA 5 vozidel SU-5-2 v bitvě u jezera Chasan. A ačkoli byly stroje v boji pouze krátkodobě, je v dokumentech velitelství poznamenáno, že samohybná děla „Poskytla velikou podporu pěchotě i tankům“.
V září 1939 se jedno vozidlo účastnilo invaze do Polska, najelo 320 km, ale do bojů nezasáhlo.
1. ledna 1941 zůstalo v Rudé armádě 28 vozidel, z nichž bylo pojízdných 16. Další 2 vozidla se nacházela na dělostřeleckých polygonech. Všechny tři prototypy SU-5 se nacházely v muzeu v Kubince.